# Alan Titherley
Alan Titherley (* 1903; † 24. Juni 1963) war ein englischer Badmintonspieler.

## Karriere
Alan Titherley siegte 1927 bei  den Welsh International und 1938 bei den Irish Open. Bei den prestigeträchtigen All England stand er mehrmals im Halbfinale und Finale, schaffte es aber nie bis ganz nach oben aufs Treppchen. Erst bei den Veteranen war er in den 1950er Jahren dort erfolgreich.

## Sportliche Erfolge
| Saison | Veranstaltung       | Disziplin    | Platz | Name                               |
| ------ | ------------------- | ------------ | ----- | ---------------------------------- |
| 1927   | Welsh International | Herreneinzel | 1     | Alan Titherley                     |
| 1927   | Welsh International | Herrendoppel | 1     | J. D. M. McCallum / Alan Titherley |
| 1930   | All England         | Herreneinzel | 2     | Alan Titherley                     |
| 1938   | Irish Open          | Herrendoppel | 1     | Kenneth L. Wilson / Alan Titherley |
| 1953   | All England Seniors | Herrendoppel | 1     | Alan Titherley / A. R. Cooke       |
| 1954   | All England Seniors | Herrendoppel | 1     | Alan Titherley / A. R. Cooke       |
| 1955   | All England Seniors | Herrendoppel | 1     | Alan Titherley / A. R. Cooke       |